# شهرستان دیوانیه
شهرستان دیوانیه (به عربی: قضاء الديوانية) یک شهرستان در عراق است که در استان قادسیه واقع شده‌است.